# Silence in the Library
"Silence in the Library" (intitulado "Silêncio na Biblioteca" no Brasil) é o oitavo episódio da quarta temporada da série de ficção científica britânica Doctor Who, transmitido originalmente através da BBC One em 31 de maio de 2008. É a primeira parte de uma história dividida em dois episódios, sendo concluída em "Forest of the Dead" na semana seguinte. Ambos foram escritos por Steven Moffat e dirigidos por Euros Lyn.
No episódio, a arqueóloga River Song (Alex Kingston) convoca o alienígena viajante do tempo conhecido como o Doutor (David Tennant) para uma biblioteca do tamanho de um planeta no século LI, onde milhares de visitantes desapareceram sem deixar vestígios cem anos atrás, quando ela foi fechada. O episódio marca a primeira aparição de Kingston como River, um papel que ela repetiria nas próximas três temporadas da série.
"Silence in the Library" foi assistido por 6,27 milhões de espectadores e recebeu críticas altamente positivas. Também foi indicado ao Prêmio Hugo de Melhor Apresentação Dramática, Forma Curta.

## Enredo

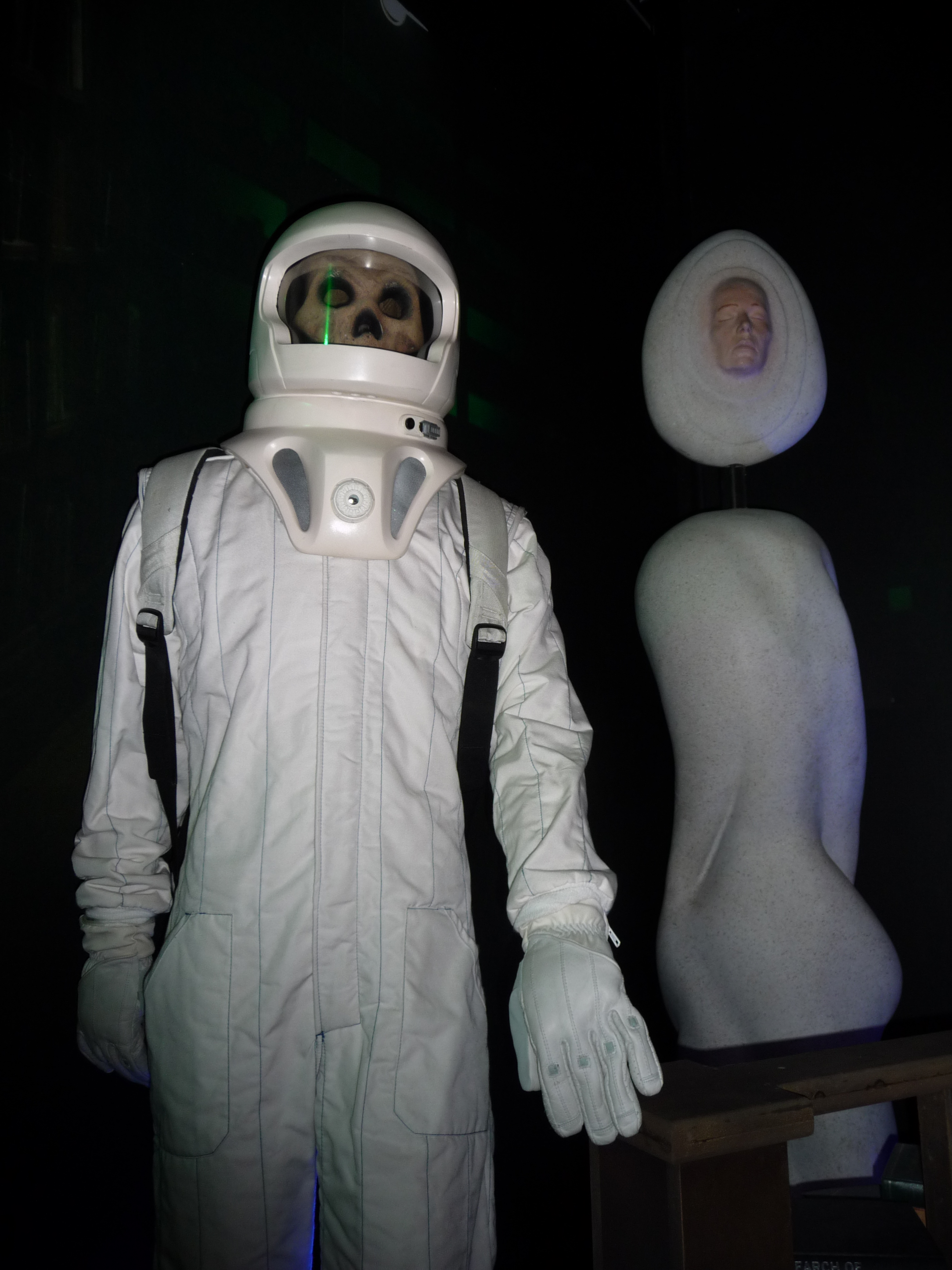
O esqueleto dentro do traje de uma das vítimas dos Vashta Nerada e o robô de informações vistos no episódio em exposição na Doctor Who Experience

O Doutor e Donna pousam em uma biblioteca do tamanho de um planeta no século LI, simplesmente chamado de a Biblioteca. O Doutor foi convocado para lá, mas uma varredura por formas de vida os indicam como os únicos sinais de vida humanoides, mas há trilhões de formas de vida não humanas que eles não podem ver ou ouvir. Um robô de informação diz que a biblioteca se selou, mas que foi violada e outros estão chegando. Nesse momento, uma equipe de exploradores liderada pela arqueóloga River Song (que enviou a mensagem) e financiada por Strackman Lux, cujo avô construiu originalmente a Biblioteca, chega. A equipe veio para determinar por que ela se fechou 100 anos antes. River age como se conhecesse o Doutor e tem um diário com uma capa decorada como a TARDIS, mas descobre que ele ainda não a conheceu.
O sistema operacional da Biblioteca parece estar conectado à mente de uma jovem garota que vive na Terra do século XXI. Quando o Doutor tenta acessar os computadores, a garota faz com que os livros voem das prateleiras. Os eventos que aconteceram na biblioteca parecem para ela como programas de televisão. O psiquiatra da garota, Dr. Moon, diz a ela que a biblioteca em sua imaginação é realmente real e que seu mundo real é uma mentira. Ele implora que ela salve as pessoas que chegaram lá.
A secretária de Lux, Srta. Evangelista, é atacada pelos Vashta Nerada, que arranca sua carne até o osso instantaneamente. O Doutor e Donna descobrem que a equipe está usando dispositivos de comunicação que podem armazenar seus padrões de pensamento mesmo após a morte, e ficam perturbados ao ouvir a Srta. Evangelista ainda falando, mas agindo confusa até que seu padrão se degrade. O Doutor explica que os Vashta Nerada são criaturas que aparecem como sombras para caçar, mas geralmente não são tão agressivos.
Após perceber que o piloto Dave de Verdade tem duas sombras, o Doutor e River o selam em seu traje espacial, com o Doutor descobrindo que River tem uma chave de fenda sônica. Os Vashta Nerada ainda conseguem entrar, consumindo Dave até sobrar somente seu esqueleto. As criaturas animam seu traje e perseguem os outros. O Doutor tenta teletransportar Donna de volta para a TARDIS para sua segurança, mas ela não consegue se materializar corretamente. O Doutor encontra um robô de informações com o rosto de Donna nele, que lhe diz que ela deixou a biblioteca e foi salva.

## Produção

### Roteiro
Originalmente Steven Moffat estava programado para escrever esta história de duas partes durante a terceira temporada do programa, na qual ele queria apresentar os vilões Weeping Angels nela depois de ver uma estátua de anjo em um cemitério durante suas férias em família. No entanto, depois de se retirar da escrita da primeira história de duas partes daquela temporada — Helen Raynor assumiu esses episódios, escrevendo "Daleks in Manhattan" e "Evolution of the Daleks" — Moffat se ofereceu para escrever o episódio Doctor-lite e optou por usar os Weeping Angels no que se tornaria "Blink". Mais tarde, durante a quarta temporada, Moffat revisitou suas ideias anteriores. Ele acreditava que a biblioteca seria um "ótimo cenário" para Doctor Who que não fosse muito exótico.
A personagem de River Song foi criada originalmente para que o enredo fizesse mais sentido. Moffat sabia que a equipe de arqueólogos teria que confiar no Doutor, mas que o papel psíquico do personagem não poderia explicar e convencer a equipe por que ele havia aparecido em uma biblioteca lacrada. Portanto, Moffat pretendia que o Doutor conhecesse um dos arqueólogos. Mais tarde, ele decidiu que essa ideia era muito "chata" e, em vez disso, optou por que um deles o conhecesse.
Moffat disse que a arma quadrada usada por Song para ajudar o grupo a escapar dos Vashta Nerada pretendia ser o mesmo blaster sônico usado por Jack Harkness (John Barrowman) no episódio "The Doctor Dances", sugerindo que foi deixada na TARDIS após "The Parting of the Ways" e levada por Song no futuro do Doutor. O nome "arma quadrada" foi cunhado por Rose Tyler (Billie Piper) naquele episódio.

### Elenco

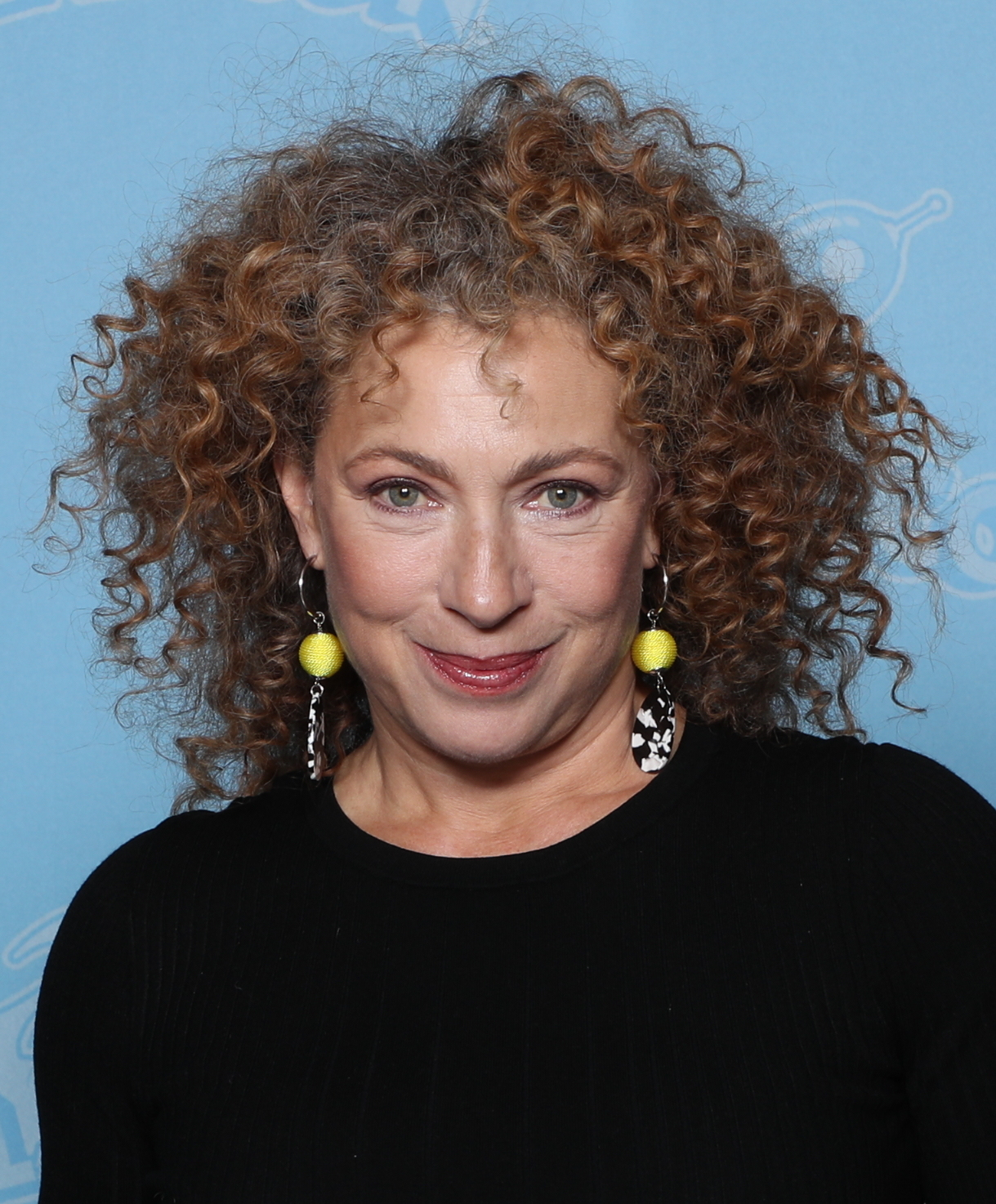
Alex Kingston foi escalada como River Song, mas não esperava que o papel se tornasse recorrente.

Para o papel de River Song, a quem o produtor executivo Russell T Davies descreveu como "uma espécie de esposa do Doutor", a produção procurou escalar Kate Winslet. Um dos primeiros papéis de Winslet como atriz foi no drama adolescente da BBC One Dark Season, escrito por Davies. No entanto, o papel acabou indo para Alex Kingston, que estrelou o drama americano ER. Sobre a escolha de Kingston, Davies disse "Eu a amo pra caramba!" Kingston era fã de Doctor Who quando criança. Ela não esperava inicialmente que seu papel fosse recorrente, só depois soube que Moffat sempre pretendeu que Song voltasse no futuro.
Kingston gostou de interpretar um papel incomum como uma heroína de ação e elogiou o show por sua variedade de cenários e oportunidades "de reviver as fantasias de infância" brincando com armas laser e de usar fantasias variadas de uma aparição para outra. Em relação a ter que falar diálogos complicados, ela disse que tinha "trabalhado com uma consultora médica em ER, que explicava o que estávamos dizendo, então eu dizia isso com um propósito e uma verdade. Em Doctor Who, não tenho ideia do que algumas das minhas falas significam!"
Discutindo seu papel ao lado de David Tennant e Catherine Tate, Kingston disse: "Nós simplesmente nos demos bem. Eu já fiz papéis convidados em outros programas, mas raramente senti um vínculo tão caloroso." Sobre trabalhar com Kingston, Tate disse mais tarde que, "Eu sou uma grande fã de ER. Quando você admira as pessoas, é quase uma decepção quando elas chegam e são totalmente normais. Mas Alex não é decepcionante. Ela é uma pessoa adorável." Tennant disse que "Alex é ótima. Quando ela está contando histórias sobre sair com George Clooney, você sabe que ela é muito legal."
Em 2020, Moffat revelou que havia imaginado o personagem de Colin Salmon como uma futura encarnação do Doutor. Salmon mais tarde interpretou Salway no áudio-drama Wirrn Dawn.
Daniel Peacock, irmão de Harry Peacock, que aqui interpreta o Dave de Verdade, já havia aparecido anteriormente no serial de 1988 The Greatest Show in the Galaxy como Nord, o Vândalo.

### Filmagens e efeitos
As filmagens ocorreram na fechada Biblioteca Central de Old Swansea no final de janeiro e início de fevereiro de 2008, e no Brangwyn Hall em Swansea, País de Gales.
A presença dos Vashta Nerada foi criada com iluminação gerenciada pelo diretor de fotografia Rory Taylor. Para atrair o olhar para as sombras, elas foram aprofundadas na pós-produção pela empresa de efeitos visuais The Mill.
As tomadas de estabelecimento da paisagem urbana em CGI da Biblioteca foram criadas no Cinema 4D usando o módulo Advanced Render 3. O resultado foi indicado ao Prêmio VES em 2009.

## Transmissão e recepção

### Divulgação
Antes do episódio ir ao ar, o The Sun obteve uma cópia do roteiro e ameaçou divulgá-lo, ao que Moffat respondeu: "'deixe-os' - eu gostaria de ver o The Sun publicar tantas palavras em um dia!" Assim como em 2007, a BBC adiou Doctor Who uma semana a mais devido à sua cobertura do Festival Eurovisão da Canção 2008, que ocorreu em 24 de maio.

### Audiência
"Silence in the Library" foi colocado contra a final do concurso de talentos da ITV Britain's Got Talent e sua audiência sofreu como resultado. O episódio registrou uma audiência consolidado de 6,27 milhões, enquanto o Britain's Got Talent foi visto por 11,52 milhões em comparação. Recebeu uma pontuação no Índice de Apreciação do público de 89, considerado "Excelente",, o maior número que a série moderna recebeu até o momento, ao lado de "The Parting of the Ways", "Doomsday" e o episódio seguinte "Forest of the Dead". A repetição do episódio pela BBC Three foi assistida por 1,35 milhão de espectadores, quase o dobro dos números da repetição equivalente do episódio anterior, "The Unicorn and the Wasp".

### Recepção crítica e elogios
O episódio recebeu críticas positivas dos revisores. William Gallagher, da Radio Times, classificou-o como a "melhor história até agora" e foi positivo em relação à personagem de River Song. Richard Edwards, revisando para a SFX, deu ao episódio cinco de cinco estrelas e o chamou de "o melhor da temporada até agora". Ele elogiou particularmente o medo instilado pelos Vashta Nerada e o "enredo paralelo intrigante" da menina.
Travis Fickett da IGN deu uma nota de 9,2 de 10, elogiando o cenário de uma biblioteca com livros e "diálogos altamente divertidos, um conceito alucinante após o outro, momentos de personagem fantásticos" entre todos os personagens. No entanto, ele achou que o conceito dos Vashta Nerada era "um pouco bobo", especialmente quando eles assumiram a forma dos esqueletos. Ben Rawson-Jones no Digital Spy deu a "Silence in the Library" quatro de cinco estrelas, elogiando os "conceitos maravilhosamente inventivos" dos Fantasmas de Dados e os Robôs de Dados, bem como as estrelas convidadas Kingston, Salmon e Newton. No entanto, sua "leve crítica" foi que alguns aspectos eram semelhantes a outros episódios que Moffat havia escrito para Doctor Who.
O Den of Geek listou o cliffhanger de "Silence in the Library" entre os dez maiores do show em 2011. A IGN nomeou a história de duas partes como o quarto melhor episódio da época de Tennant, assim como Sam McPherson do Zap2it. Este episódio, junto com "Forest of the Dead", foi indicado ao Prêmio Hugo na categoria Melhor Apresentação Dramática, Forma Curta, mas perdeu para Dr. Horrible's Sing-Along Blog. O episódio ganhou o Prêmio Constellation de 2009 de Melhor Roteiro em Cinema ou Televisão.